# Cedrasco
Cedrasco är en ort och kommun i provinsen Sondrio i regionen Lombardiet i Italien. Kommunen hade 460 invånare (2018).